# Liste der Biografien/Helb
Liste der Biografien |
Portal Biografien |
Personensuche
# |
A |
B |
C |
D |
E |
F |
G |
H |
I |
J |
K |
L |
M |
N |
O |
P |
Q |
R |
S |
T |
U |
V |
W |
X |
Y |
Z |
?
 
Ha |
Hd |
He |
Hi |
Hj |
Hk |
Hl |
Hm |
Hn |
Ho |
Hr |
Hs |
Ht |
Hu |
Hv |
Hw |
Hy
 
Hea |
Heb |
Hec |
Hed |
Hee |
Hef |
Heg |
Heh |
Hei |
Hej |
Hek |
Hel |
Hem |
Hen |
Heo |
Hep |
Heq |
Her |
Hes |
Het |
Heu |
Hev |
Hew |
Hex |
Hey |
Hez
 
Hela |
Helb |
Helc |
Held |
Hele |
Helf |
Helg |
Heli |
Helj |
Helk |
Hell |
Helm |
Heln |
Helo |
Help |
Helr |
Hels |
Helt |
Helu |
Helv |
Helw |
Hely |
Helz
Die Liste der Biografien führt alle Personen auf, die in der deutschsprachigen Wikipedia einen Artikel haben. Dieses ist eine Teilliste mit 126 Einträgen von Personen, deren Namen mit den Buchstaben „Helb“ beginnt.

## Helb
- Helb, Hans-Wolfgang (* 1941), deutscher Zoologe, Ökologe, Ornithologe und Bioakustiker

### Helba
- Helbach, Friedrich von (1568–1638), deutscher Theologe, Önologe, Alchemist und Schriftsteller
- Helbach, Grigori Alexandrowitsch (1863–1930), russischer Schachspieler
- Helbach, Philipp (1900–1982), deutscher Politiker (SPD), MdL
- Helbach, Sven (* 1976), deutscher Kickboxer
- Helbach, Ulrich (* 1958), deutscher Historiker und Archivar

### Helbe
- Helbeck, Gerd (1937–2025), deutscher Heimatforscher
- Helbemäe, Gert (1913–1974), estnischer Schriftsteller
- Helber, Friedrich (1870–1942), deutscher Reichsgerichtsrat
- Helber, Michael (* 1970), deutscher Badmintonspieler
- Helber, Sebastian, Schulmeister, Notar und Verfasser eines Lehrbuches für das Gemeindeutsch
- Helber, Torsten (* 1984), deutscher Hörfunkmoderator und Redakteur
- Helberg, Friedhelm (* 1938), deutscher Politiker (SPD), MdL
- Helberg, Kristin (* 1973), deutsche Journalistin und PolitikwissenschaftlerinKristin Helberg (* 1973)

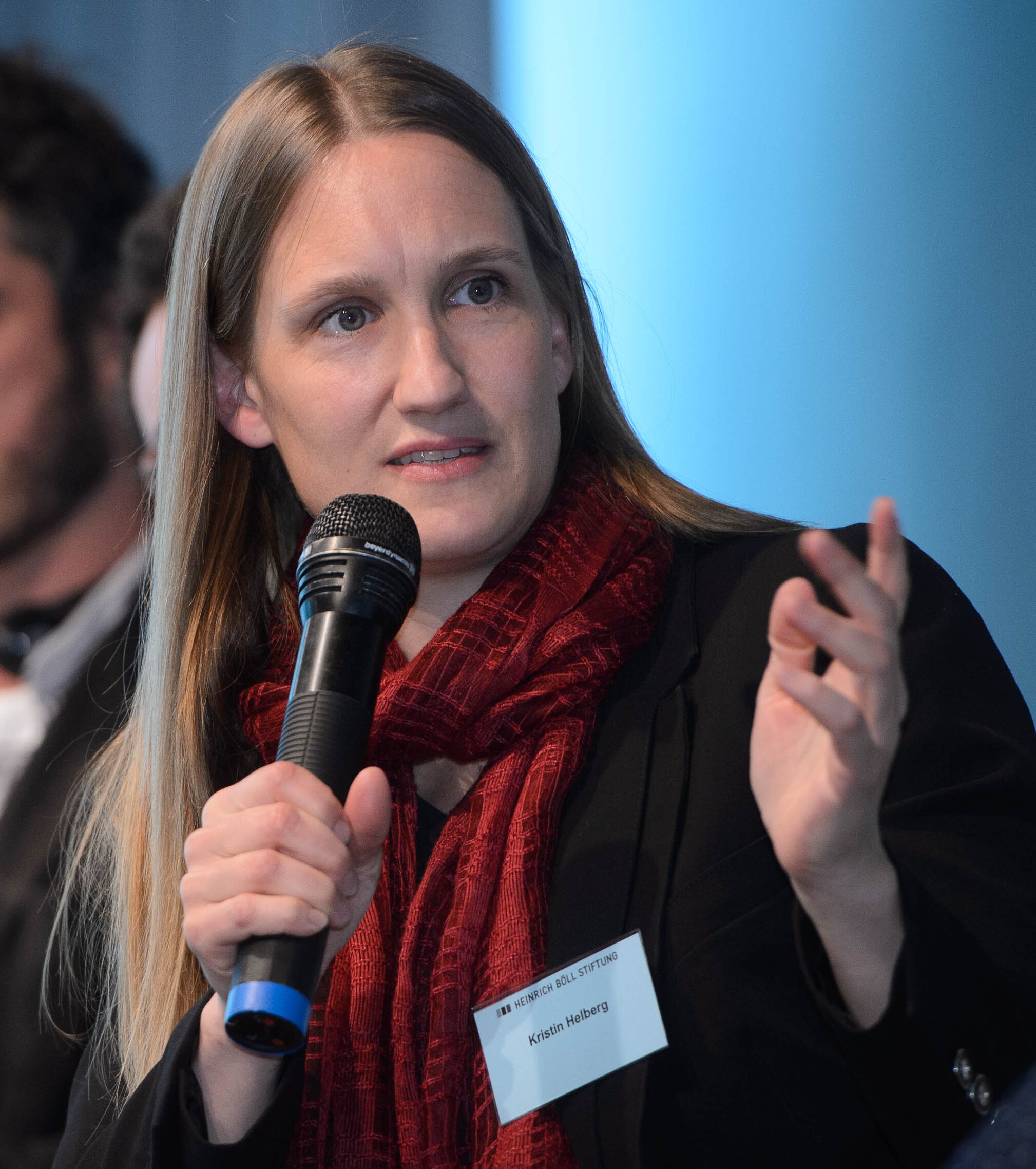
Kristin Helberg (* 1973)

- Helberg, Sandy (* 1949), US-amerikanischer Schauspieler
- Helberg, Simon (* 1980), US-amerikanischer SchauspielerSimon Helberg (* 1980)

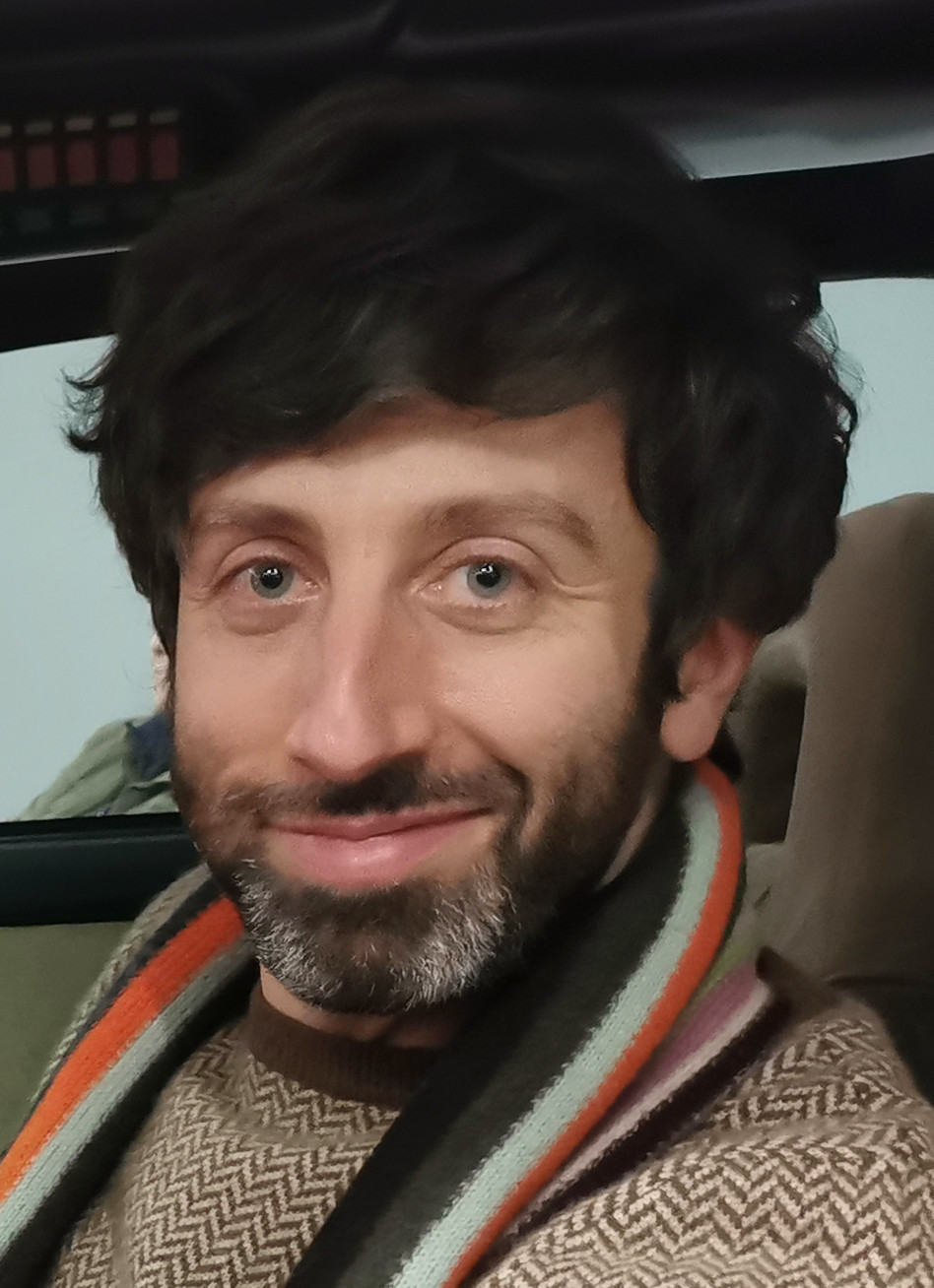
Simon Helberg (* 1980)

- Helberg, Walther (1899–1991), deutscher Ministerialbeamter, Präsident der Deutschen Bundesbahn (1949–1952)
- Helbergen, Vreneli van (* 1987), niederländische Schauspielerin
- Helberger, Alfred (1871–1946), deutscher Maler
- Helberger, Natali (* 1970), deutsche Rechtswissenschaftlerin, Professorin an der Universität Amsterdam
- Helbet, Julia (* 1988), moldawische Tennisspielerin

### Helbi
- Helbich, Hans-Martin (1906–1975), deutscher evangelischer Theologe und Generalsuperintendent
- Helbich, Ilse (1923–2024), österreichische Publizistin und Schriftstellerin
- Helbich, Leopold (1926–2004), österreichischer Politiker (ÖVP), Abgeordneter zum Nationalrat, Mitglied des Bundesrates
- Helbich, Wolfgang (* 1935), deutscher Historiker
- Helbich, Wolfgang (1943–2013), deutscher Kirchenmusiker
- Helbich-Poschacher, Anton (* 1954), österreichischer Jurist, Steinmetzmeister und Industrieller
- Helbich-Poschacher, Burgl (1929–2010), österreichische Unternehmerin und Gründerin, langjährige Präsidentin des AIDS-Dienst-Malteser (ADM)
- Helbich-Poschacher, Leonhard (* 1955), österreichischer Jurist, Dachdeckermeister und Baustoffhändler
- Helbig, Andreas (1957–2005), deutscher Ornithologe
- Helbig, Barbara, deutsche Handballspielerin
- Helbig, Barbara (* 1958), deutsche Berufsgolferin und Golflehrerin
- Helbig, Bernhard (1854–1900), deutscher Kinderdarsteller, Balletttänzer und Theaterschauspieler
- Helbig, Christoph (* 1984), deutscher Volleyballspieler
- Helbig, Erhard (1914–2007), deutscher Politoffizier der Nationalen Volksarmee (NVA) und der Deutschen Volkspolizei (DVP)
- Helbig, Ernst (1802–1866), deutscher Harzmaler
- Helbig, Friedrich (1832–1896), deutscher Jurist und Schriftsteller
- Helbig, Friedrich Traugott (1859–1886), sächsischer Bildhauer
- Helbig, Georg Adolf Wilhelm von (1757–1813), deutscher Jurist, sächsischer Diplomat und Historiker
- Helbig, Georg Michael (1715–1774), deutscher Unternehmer und Direktor der Porzellanmanufaktur Meißen
- Helbig, Gerd (1939–2025), deutscher Fernsehjournalist
- Helbig, Gerhard (1925–2011), deutscher Fußballspieler und -funktionär der DDR
- Helbig, Gerhard (1929–2008), deutscher Germanist
- Helbig, Gustav (1808–1875), deutscher Lehrer und Historiker
- Helbig, Heinz (* 1913), deutscher Filmregisseur und Drehbuchautor
- Helbig, Herbert (1910–1987), deutscher Historiker
- Helbig, Hermann (1902–1948), deutscher Kommandoführer im Krematorium des KZ BuchenwaldHermann Helbig (1902–1948)

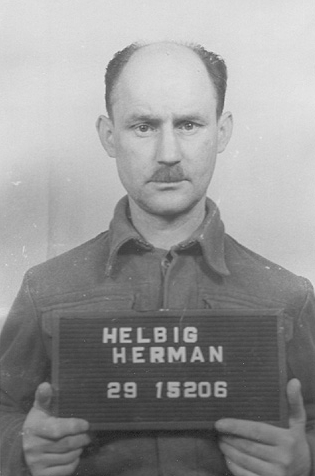
Hermann Helbig (1902–1948)

- Helbig, Hermann (* 1943), deutscher Physiker und Informatiker
- Helbig, Holger (* 1965), deutscher Literaturwissenschaftler
- Helbig, Joachim (1915–1985), deutscher Oberst und Kampfflieger im Zweiten Weltkrieg
- Helbig, Joachim (* 1949), deutscher Historiker und Postgeschichte-Forscher
- Helbig, Jochen (* 1927), deutscher Denkmalpfleger und Zeichner
- Helbig, Johann (1889–1965), deutscher Pädagoge, Schulleiter und Verbandsfunktionär
- Helbig, Johann Friedrich (1680–1722), deutscher geistlicher Dichter, Sänger und Kapellmeister
- Helbig, Johann Gottlieb (1812–1866), deutscher Advocat und Politiker
- Helbig, Johannes Hugo (* 1845), deutscher Altphilologe und Gymnasiallehrer
- Helbig, Jules (1821–1906), belgischer Historienmaler und Restaurator
- Helbig, Karl (1897–1951), deutscher Maler und Bildhauer
- Helbig, Karl (1903–1991), deutscher Forschungsreisender, Geograph und EthnologeKarl Helbig (1903–1991)

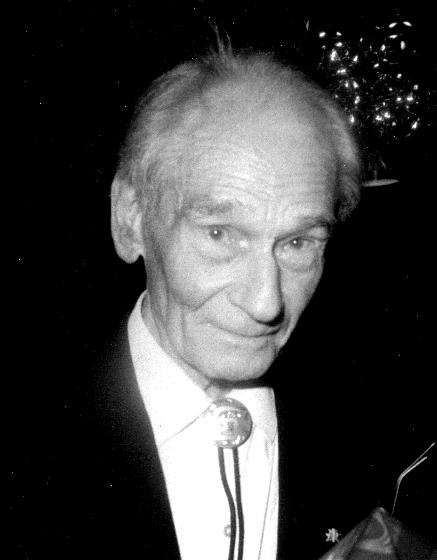
Karl Helbig (1903–1991)

- Helbig, Klaus-Dieter (* 1952), deutscher Fußballspieler- und Trainer (DDR)
- Helbig, Konrad (1917–1986), deutscher Fotograf, Kunsthistoriker und Archäologe
- Helbig, Kurt (1901–1975), deutscher Gewichtheber
- Helbig, Kurt (1919–1996), deutscher Gewerkschafter und Politiker (SED)
- Helbig, Kurt (1923–2004), deutscher Fußballspieler
- Helbig, Louis Ferdinand (1935–2019), deutscher Germanist und Literaturhistoriker
- Helbig, Lucia (1893–1981), deutsche Ärztin und Politikerin (CDU), MdA Berlin
- Helbig, Ludger (* 1972), deutscher Koch
- Helbig, Marcel (* 1980), deutscher Sozialwissenschaftler und Hochschullehrer
- Helbig, Marcus (* 1971), deutscher Handballschiedsrichter
- Helbig, Martin (* 1986), deutscher Politiker (Bündnis 90/Die Grünen)
- Helbig, Maximilian (1868–1948), deutscher Chemiker und Bodenkundler
- Helbig, Monika (* 1949), deutsche Kunsthandwerkerin und Autorin
- Helbig, Monika (* 1953), deutsche Politikerin (SPD), MdA
- Helbig, Nicole (* 1970), deutsche Autorin von Bastelbüchern und Kunsthandwerkerin
- Helbig, Otto (1914–2013), US-amerikanischer Jazzmusiker, Komponist und Arrangeur
- Helbig, Reinhard (1938–2011), deutscher Physiker
- Helbig, Robert (1877–1956), deutscher Gymnasiallehrer und Politiker (NSDAP), MdR
- Helbig, Rolf (1881–1961), deutscher Architekt und Teilhaber des Architekturbüros Helbig & Klöckner (1908–1927) in Köln
- Helbig, Ron (* 1992), deutscher Schauspieler und Musiker
- Helbig, Sebastian (* 1977), deutscher Fußballspieler
- Helbig, Sven (* 1968), deutscher MusikerSven Helbig (* 1968)
- Helbig, Thomas (* 1967), deutscher Maler

Sven Helbig (* 1968)

- Helbig, Volkmar (* 1942), deutscher Physiker
- Helbig, Walter (1878–1968), Schweizer Maler
- Helbig, Werner (1922–1986), deutscher Politiker (FDP), MdL
- Helbig, Werner (1932–2020), deutscher Hämatologe
- Helbig, Wolfgang (1839–1915), deutscher Klassischer Archäologe
- Helbig-Mischewski, Brigitta (* 1963), deutsche Slawistin, Dichterin, Literaturwissenschaftlerin, -kritikerin, Hochschullehrerin und Sachbuchautorin
- Helbing, Albert (1837–1914), evangelischer Theologe
- Helbing, Artur (* 1913), deutscher Stanzmeister und Mitglied der Volkskammer der DDR
- Helbing, Carl (1802–1874), badischer Unternehmer und Politiker
- Helbing, Dirk (* 1965), deutscher Soziologe, Professor für Soziologie an der ETH Zürich
- Helbing, Heinz (1907–1987), Schweizer Buchhändler und Verleger
- Helbing, Hugo (1863–1938), deutscher Kunsthändler und Auktionator
- Helbing, Karl-Heinz (* 1957), deutscher Ringer
- Helbing, Monika (* 1953), deutsche Terroristin der Rote Armee Fraktion (RAF)
- Helbing, Reinhard (1933–2013), deutscher Salesianer Don Boscos

### Helbl
- Helbling von Hirzenfeld, Sebastian Georg (1751–1782), österreichischer Naturforscher
- Helbling, Adolf (1824–1897), deutscher Bauingenieur und Architekt, badischer Eisenbahn-Baubeamter
- Helbling, Albert (1878–1964), Schweizer Politiker (FDP)
- Helbling, Alexander (1825–1876), österreichischer Braumeister und Gastwirt und Politiker, Landtagsabgeordneter
- Helbling, Carl (1897–1966), Schweizer Germanist
- Helbling, Carl (1932–2016), Schweizer Ökonom und Wirtschaftsprüfer
- Helbling, Felix (1802–1873), Schweizer römisch-katholischer Geistlicher und Politiker
- Helbling, Hanno (1930–2005), schweizerischer Schriftsteller, Übersetzer, Redakteur
- Helbling, Josef (1935–2024), Schweizer Radrennfahrer
- Helbling, Jürg (* 1954), Schweizer Ethnologe
- Helbling, Karl (1708–1746), Bibliothekar des Klosters St. Gallen
- Helbling, Marc (* 1977), Schweizer Politikwissenschaftler
- Helbling, Mathes, österreichischer Architekt und Steinmetz
- Helbling, Niklaus (* 1959), Schweizer Theaterregisseur, Dramaturg und Autor
- Helbling, Robert (1874–1954), schweizerischer Bergsteiger, Geologe, Bergingenieur, Geodät und Pionier der Fotogrammetrie
- Helbling, Seifried (* 1230), österreichischer Ritter und Schriftsteller
- Helbling, Silvan (* 1998), Schweizer Unihockeyspieler
- Helbling, Simon (* 1986), Schweizer Regisseur und Drehbuchautor
- Helbling, Susann (* 1978), Schweizer Politikerin (SP) und Kantonsrätin
- Helbling, Thomas (* 1961), Schweizer Rechtsanwalt und ehemaliger Vizekanzler
- Helbling, Timo (* 1981), Schweizer Eishockeyspieler
- Helbling, Ulrich, österreichischer Dombaumeister des Stephansdom

### Helbo
- Helbock, David (* 1984), österreichischer Musiker (Piano, Komposition)David Helbock (* 1984)

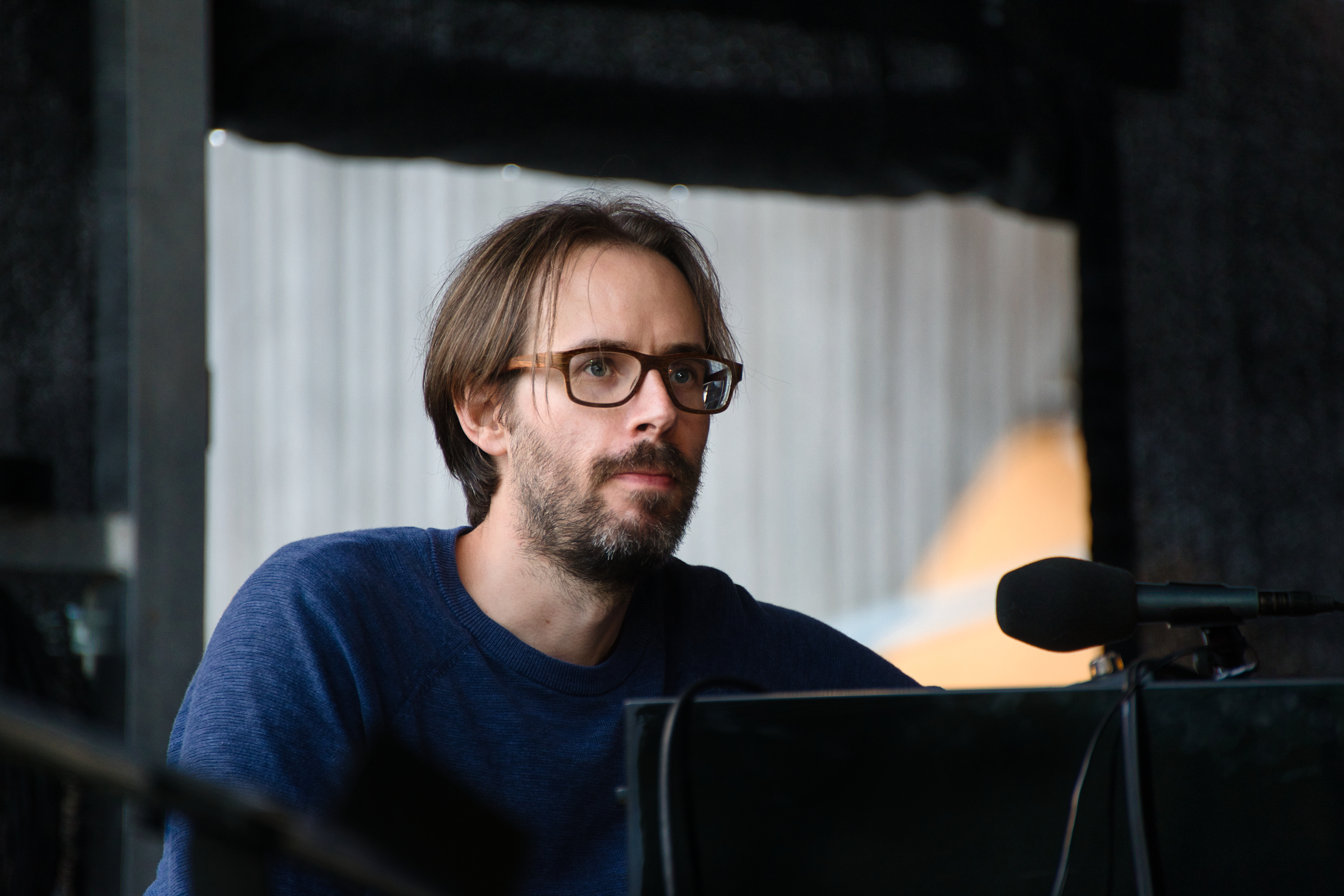
David Helbock (* 1984)

- Helbok, Adolf (1883–1968), österreichischer Volkskundler und Historiker

### Helbr
- Helbrans, Shlomo (1962–2017), israelischer antizionistischer Rabbiner und Gründer der jüdischen Sekte Lev Tahor
- Helbrecht, Friedel (1933–2009), deutscher Fußballspieler
- Helbrecht, Ilse (* 1964), deutsche Geographin und Hochschullehrerin
- Helbronner, Jacques (1873–1943), französischer Jurist und jüdischer Funktionär
- Helbronner, Paul (1871–1938), französischer Geodät und Alpinist